# Gamma1 Sagittarii
Pour les autres étoiles ayant cette désignation de Bayer, voir Gamma Sagittarii.
Désignations
Gamma1 Sagittarii (γ1 Sgr / γ1 Sagittarii) est une étoile variable céphéide de la constellation du Sagittaire. Elle est souvent appelée par sa désignation d'étoile variable, W Sagittarii.
La magnitude apparente de cette étoile variable varie de +4,3 à +5,1 sur une période de 7,59 jours. Cette variation de luminosité est accompagnée d'un changement de type spectral, de G1 à F4. Sur la base de cette variabilité, on estime que W Sagittarii est à environ 1500 années-lumière de la Terre.
W Sagittarii s'avère être également une étoile binaire serrée. Son compagnon est une étoile blanche de la séquence principale de type spectral A0V et de dixième magnitude, qui orbite autour de l'étoile primaire avec une période de 1 582 jours.
W Sagittarii possède quatre autres compagnons recensés dans les catalogues d'étoiles doubles et multiples, désignés B, C, D et E. Ils sont tous purement optiques.